# Tallon Griekspoor
Tallon Griekspoor (Haarlem, 2 juli 1996) is een tennisser uit Nederland. Griekspoor bereikte zijn hoogste positie op de ATP-wereldranglijst in november 2023 als nummer 21. Ook zijn oudere broers de tweeling Kevin en Scott Griekspoor zijn tennissers.
Begin 2019 debuteerde Griekspoor voor Nederland in de Davis Cup.
In januari 2023 won Griekspoor zijn eerste ATP-titel in het enkelspel door in het Indiase Pune de Fransman Benjamin Bonzi in de finale te verslaan.
In juni 2023 won hij zijn tweede ATP-titel op het Libéma Open in Rosmalen door in de finale de Australiër Jordan Thompson te verslaan in drie sets.
Op 22 november 2024 bereikte het Nederlandse team voor de eerste keer in de geschiedenis de finale van het Davis Cup-toernooi. Botic van de Zandschulp en Griekspoor verloren beiden hun finalewedstrijd van Italië.

## Palmares
| Legenda                       | Legenda               |
| ----------------------------- | --------------------- |
| Grand Slam                    |                       |
| Olympische Spelen             |                       |
| tot 2009                      | vanaf 2009            |
| Tennis Masters Cup            | ATP Finals            |
| ATP Masters Series            | ATP Tour Masters 1000 |
| ATP International Series Gold | ATP Tour 500          |
| ATP International Series      | ATP Tour 250          |

### Enkelspel
| Nr.              | Datum      | Toernooi       | Ondergrond | Tegenstanders in finale | Score         |         |
| ---------------- | ---------- | -------------- | ---------- | ----------------------- | ------------- | ------- |
| gewonnen finales |            |                |            |                         |               |         |
| 1.               | 2023-01-07 | ATP Pune       | hardcourt  | Benjamin Bonzi          | 4-6, 7-5, 6-3 | details |
| 2.               | 2023-06-18 | ATP Rosmalen   | gras       | Jordan Thompson         | 6-7, 7-6, 6-3 | details |
| 3.               | 2025-06-28 | ATP Mallorca   | gras       | Corentin Moutet         | 7-5, 7-6(3)   | details |
| verloren finales |            |                |            |                         |               |         |
| 1.               | 2023-08-06 | ATP Washington | hardcourt  | Daniel Evans            | 5-7, 3-6      | details |
| 2.               | 2025-04-06 | ATP Marrakesh  | gravel     | Luciano Darderi         | 6-7, 6-7      | details |

### Mannendubbelspel
| Nr.              | Datum      | Toernooi      | Ondergrond    | Partner                 | Tegenstanders in finale        | Score            |         |
| ---------------- | ---------- | ------------- | ------------- | ----------------------- | ------------------------------ | ---------------- | ------- |
| gewonnen finales |            |               |               |                         |                                |                  |         |
| 1.               | 2022-10-23 | ATP Antwerpen | hardcourt (i) | Botic van de Zandschulp | Rohan Bopanna Matwé Middelkoop | 3-6, 6-3, [10-5] | details |
| 2.               | 2024-03-02 | ATP Dubai     | hardcourt     | Jan-Lennard Struff      | Ivan Dodig Austin Krajicek     | 6-4, 4-6, [10-6] | details |
| verloren finales |            |               |               |                         |                                |                  |         |
| geen             |            |               |               |                         |                                |                  |         |

## Resultaten grote toernooien
| Legenda | Legenda                          |
| ------- | -------------------------------- |
| g.t.    | geen toernooi gehouden           |
| l.c.    | lagere categorie                 |
| –       | niet deelgenomen                 |
| G       | uitgeschakeld in de groepsfase   |
| 1R      | uitgeschakeld in de eerste ronde |
| 2R      | uitgeschakeld in de tweede ronde |
| 3R      | uitgeschakeld in de derde ronde  |
| 4R      | uitgeschakeld in de vierde ronde |
| KF      | uitgeschakeld in de kwartfinale  |
| HF      | uitgeschakeld in de halve finale |
| F       | de finale verloren               |
| W       | het toernooi gewonnen            |
| w-v     | winst/verlies-balans             |

### Enkelspel
| grandslamtoernooien |      |      |      |      |    |      |
| Australian Open     | 1R   | –    | 2R   | 3R   | 3R | 1R   |
| Roland Garros       | –    | –    | 2R   | 2R   | 3R | 4R   |
| Wimbledon           | g.t. | 1R   | 2R   | 1R   | 2R | 1R   |
| US Open             | –    | 2R   | 1R   | 1R   | 3R |      |
| ATP Masters 1000    |      |      |      |      |    |      |
| Indian Wells        | g.t. | –    | 1R   | 2R   | 3R | KF   |
| Miami               | g.t. | –    | 1R   | –    | 3R | –    |
| Monte Carlo         | g.t. | –    | –    | 1R   | 2R | 1R   |
| Madrid              | g.t. | –    | 1R   | 2R   | 4R | 2R   |
| Rome                | –    | –    | 1R   | –    | 2R | 2R   |
| Montréal/Toronto    | g.t. | –    | –    | 1R   | 1R |      |
| Cincinnati          | –    | –    | –    | 1R   | 1R |      |
| Shanghai            | g.t. | g.t. | g.t. | 2R   | 3R |      |
| Parijs              | –    | –    | –    | 3R   | 2R |      |
| Olympische Spelen   |      |      |      |      |    |      |
| Olympische Spelen   | g.t. | –    | g.t. | g.t. | 2R | g.t. |
| statistieken        |      |      |      |      |    |      |
| titels per jaar     | 0    | 0    | 0    | 2    | 0  | 0    |
| eindejaarsranking   | 153  | 64   | 96   | 23   | 40 |      |

### Mannendubbelspel
| toernooi        | 2022 | 2023 | 2024 | 2025 |
| --------------- | ---- | ---- | ---- | ---- |
| Australian Open | 1R   | –    | 1R   | 3R   |
| Roland Garros   | 1R   | 1R   | –    | 1R   |
| Wimbledon       | 1R   | KF   | 1R   |      |
| US Open         | –    | 3R   | 1R   |      |